# Związek Akademicki Młodzież Wszechpolska
Związek Akademicki Młodzież Wszechpolska – organizacja studencka o silnej orientacji narodowej, będąca największą organizacją akademicką w II Rzeczypospolitej.

## Historia
W dniach 25–26 marca 1922 roku odbył się Zjazd Narodowego Związku Młodzieży Akademickiej, który ujednolicił strukturę powstałego 17 XII 1919 r. Związku i przybrał nazwę Związek Akademicki Młodzież Wszechpolska. Prezesem Honorowym wybrano Romana Dmowskiego.
Młodzież Wszechpolska posiadała koła we wszystkich ośrodkach akademickich: pierwotnie w Warszawie, Poznaniu, Lwowie, Krakowie, Wilnie, także w Lublinie 30 XII 1919, i od 1930 roku w Cieszynie.
Młodzież Wszechpolska stanowiła największą i najliczniejszą organizację akademicką. Sytuacja ta zmieniła się w 1934 wraz z powstaniem ONR. Znaczna część członków MW przeszła do lokalnych sekcji ONR, co spowodowało likwidację większości kół Młodzieży Wszechpolskiej (w tym na rok koła w Warszawie). Po 1934 Młodzież Wszechpolska stała się de facto młodzieżową przybudówką Stronnictwa Narodowego.
Do najbardziej znanych działaczy Młodzieży Wszechpolskiej przed wojną należeli: Wiesław Chrzanowski, Jan Mosdorf, Jan Matłachowski, Andrzej Stelmachowski.
Struktury Młodzieży Wszechpolskiej przestały istnieć wraz z wybuchem II wojny światowej.
Do tradycji przedwojennego Związku Akademickiego Młodzież Wszechpolska odwołuje się dzisiaj, założona w 1989 roku Młodzież Wszechpolska.

## Struktura organizacyjna
Młodzieżą Wszechpolską zarządzały dwie struktury kierownicze: jawna i tajna. Decydującą rolę odgrywało kierownictwo tajne, pozostające w konspiracji. W skład utajnionej struktury kierowniczej wchodziła ogólnopolska Liga Narodowa oraz związana z ośrodkami akademickimi: organizacja „Zet” i jej przybudówka „Orzeł Biały”. Kluczowe decyzje (sprawy personalne, akcje polityczne) zależały od członków „Zetu” (5–10 starszych studentów), natomiast „Orzeł Biały” zajmował się działalnością bratniacką, korporacyjną i samopomocą naukową. Władzę w lokalnych grupach „Zetu” sprawował komisarz. Całą tajną organizacją kierował komisarz ogólnopolski.

## Działalność
Przymiotnik „wszechpolska” wyrażał dążenie do zjednoczenia i połączenia w jedną całość wszystkich ziem polskich, akcentował więź narodową i równy status wszystkich obywateli narodowości polskiej – niezależnie od ich pochodzenia społecznego i poziomu zamożności. W okresie międzywojennym członkowie Młodzieży Wszechpolskiej czynnie uczestniczyli w życiu akademickim stając na czele wielu organizacji studenckich, m.in.: Bratnich Pomocy, Kół Naukowych, Korporacji Akademickich i Samorządu Akademickiego (Naczelny Komitet Akademicki) uczestniczyli w obronie autonomii uczelni wyższych przed centralistycznymi dążeniami władz sanacyjnych, walczyli o obniżkę opłat za studia.
Od 1934 organizacja wydawała pismo Akademik Polski, a od 1937 Wszechpolaka.
Członkowie organizacji opowiadali się także za bojkotem ekonomicznym Żydów i ograniczeniem ich dostępu do studiów wyższych (numerus clausus), bądź całkowitym usunięciem ich z uczelni (numerus nullus). Członkowie tej organizacji przeforsowali wprowadzenie na uczelniach tzw. getta ławkowego, a także organizowali uliczne bojówki prześladujące Żydów i ich sklepy. Członek MW Jan Ostoja Matłachowski zapowiadał: "jak Hitler postępuje w Niemczech z żydami, tak postąpi w Polsce obóz narodowy, gdy obejmie władzę".

## Działalność podczas okupacji
Podczas II wojny światowej wszechpolacy walczyli w szeregach Armii Krajowej i Narodowych Sił Zbrojnych.
W grudniu 1943 roku doszło do porozumienia pomiędzy konspiracyjnym SN a Grupą „Szańca” w sprawie stworzenia jednolitych struktur młodzieżowych. Zgodnie z nim w lutym 1944 w Warszawie utworzono konspiracyjną Młodzież Wszechpolską na czele której stanął Tadeusz Łabędzki. Wznowiono także wydawanie Wszechpolaka. Konspiracyjna MW w Warszawie liczyła około 120 członków, w tym 25 kobiet. Jej struktury przestały istnieć z chwilą wybuchu powstania warszawskiego.

## Próba odbudowy i rozbicie w Polsce Ludowej
Na przełomie marca i kwietnia 1945 w Warszawie odbył się zjazd podczas którego zdecydowano się na reaktywację Młodzieży Wszechpolskiej w antykomunistycznej konspiracji. Nowo reaktywowana organizacja posiadała wspólną radę naczelną z Młodzieżą Wielkiej Polski, nie wybrano jednak prezesa. Ponownie wznowiono również wydawanie Wszechpolaka. Rozpoczęto tworzenie struktur w Warszawie, Krakowie, Lublinie, Gdańsku i Gliwicach.
Na przełomie 1945 i 1946 rozbita przez komunistyczne władze Polski. Wielu działaczy skazano na śmierć w procesach pokazowych (m.in. Tadeusz Łabędzki w 1946 zamordowany w czasie śledztwa przez funkcjonariusza MBP Adama Humera).

## Prezesi Rady Naczelnej
- Jan Rembieliński (1922–1923)
- Jan Jodzewicz (1923–1925) (p.o.)
- Edward Muszalski (1925)
- Janusz Rabski (1925–1928)
- Jan Mosdorf (1928–1933)
- Jerzy Kurcyusz (1933–1934)
- Jan Ostoja Matłachowski (1934–1939)
- Tadeusz Łabędzki (1944–1945)

### Okręg Małopolski Młodzieży Wszechpolskiej
Okręg Małopolski/Krakowski Młodzieży Wszechpolskiej to terenowy oddział organizacji o tradycjach sięgających roku 1922, kiedy na jego czele stali m.in. Klaudiusz Hrabyk i Tadeusz Bielecki.

#### Prezesi oddziału
- Klaudiusz Hrabyk, 1922–1923
- Stanisław Tabaczyński, 1923–1924
- Tadeusz Bielecki, 1924–1926
- Władysław Kański, 1926–1928
- Stefan Klimecki, 1928–1929
- Władysław Jaworski, 1929–1931
- Adam Flis, 1931–1933
- Bolesław Świderski, 1933–1934
- Władysław Jaworski, 1934–1935
- Lech Wojciech Haydukiewicz, 1935–1936
- Władysław Furka, 1936–1939

### Okręg Wielkopolski Młodzieży Wszechpolskiej

#### Prezesi oddziału
- Przemysław Warmiński, 1929–1931
- Witold Grott, 1931–1933
- Antoni Dargas,? – 1939